# Gramatyka języka esperanto
Gramatyka języka esperanto – zapis zasad regulujących język esperanto. Ujęta została w 1887 w 16 reguł zawartych w Fundamento de Esperanto, które pozostają bez zmian, zgodnie z zaleceniem Ludwika Zamenhofa. Jest zbudowana na bazie języków indoeuropejskich, głównie romańskich. Zasady gramatyczne języka zbudowane są według następującej zasady: „jeśli jakiś język używa pewnej prostej struktury gramatycznej, to dowodzi jej poprawności i staje się ona możliwym kandydatem dla języka planowego”. Gramatyka języka esperanto charakteryzuje się prostotą reguł, brakiem wyjątków (wszystkie formy są regularne), a także rozbudowanym systemem słowotwórstwa.

## Historia

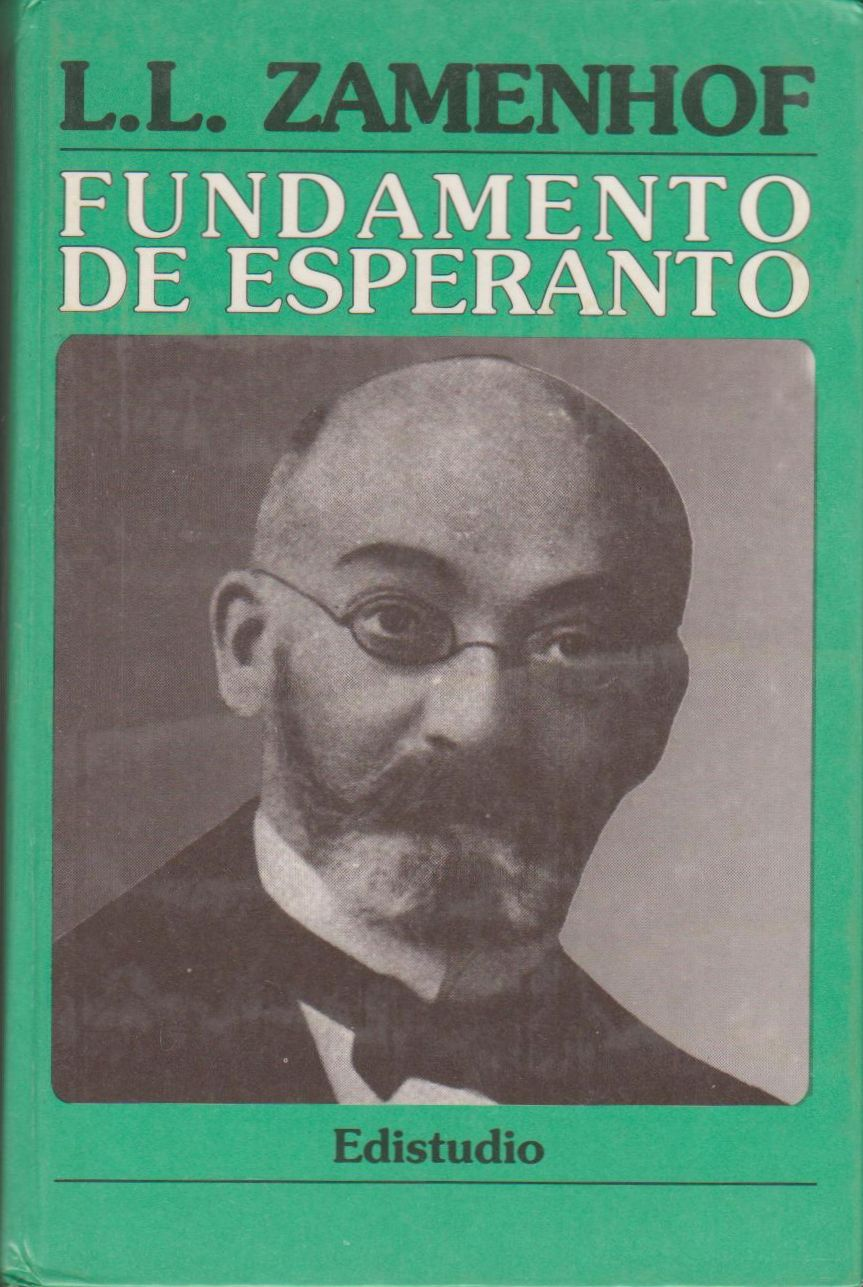

Gramatyka języka esperanto została po raz pierwszy wyłożona w dziele Fundamento de Esperanto i obejmowała szesnaście zwięzłych punktów, w których Zamenhof sprecyzował podstawowe zasady gramatyki. Pierwsze 8 punktów zawartych w Fundamento definiuje części mowy: przedimki, rzeczowniki, przymiotniki, liczebniki, zaimki, czasowniki z imiesłowami, przysłówki i przyimki. Pozostałe punkty obejmują:
- 9–10 reguły pisania i wymowy
- 11 tworzenie wyrazów złożonych
- 12 stosowanie przeczeń
- 13 biernik jako przypadek ruchu
- 14 użycie przyimków
- 15 traktowanie wyrazów obcych
- 16 użycie apostrofu dla rzeczowników[3]

## Alfabet
Alfabet (esp. alfabeto) esperancki składa się z 28 znaków (pod spodem zapis fonetyczny):
| Eo  | a | b | c  | ĉ  | d | e   | f | g | ĝ  | h | ĥ | i | j | ĵ | k | l | m | n | o   | p | r | s | ŝ | t | u | ŭ     | v | z |
| --- | - | - | -- | -- | - | --- | - | - | -- | - | - | - | - | - | - | - | - | - | --- | - | - | - | - | - | - | ----- | - | - |
| IPA | a | b | t͡s | t͡ʃ | d | ɛ e | f | g | d͡ʒ | h | x | i | j | ʒ | k | l | m | n | ɔ o | p | r | s | ʃ | t | u | u̯ (ʊ̯) | v | z |

## Akcent wyrazowy
Zasady akcentowania wyrazów określone są w punkcie dziesiątym Fundamento de Esperanto. Akcent (esp. akcento) w języku esperanto pada zawsze na przedostatnią sylabę wyrazu.

## Funkcje gramatyczne wyrazu
W większości języków dany wyraz pełni funkcję jednej części mowy, utartym zwyczajem językowym (jak np. w języku angielskim) konkretny wyraz może pełnić więcej niż jedną bez zmian w rdzeniu. W języku esperanto jeden wyraz, po zmianie końcówki, może zmienić kategorię gramatyczną: hom – o (człowiek, rzeczownik), hom – a (ludzki, przymiotnik) hom – e (po ludzku, przysłówek).
Istnieje teoria, według której wyrazy niemające końcówek (np. cigar, jun, skrib) nie przynależą do żadnej kategorii gramatycznej (części mowy) a określenie ich przynależności do określonej kategorii jest możliwa dopiero po otrzymaniu końcówki: skriba (pisemny, przymiotnik), skribi (pisać, czasownik), skribo (pismo, rzeczownik), skribe (pisemnie, przysłówek). Mankamentem tej teorii jest konieczność oderwania esperanto od tej grupy języków, która określa swoje rdzenie pod względem gramatycznym, co spowodowałoby problemy natury metodycznej, utrudniając naukę i użycie wyrazów.

## Rzeczownik
Zasady użycia rzeczownika określone są przez punkt drugi Fundamento de Esperanto. Rzeczowniki (esp. substantivo) tworzy się, dodając do tematu sufiks -o.
Wszystkie morfemy sufiksowe należy umieścić przed sufiksem -o: pluv–o, pluvego.
Rzeczownik esperancki nie ma rodzaju, poza rodzajem męskim i żeńskim istot ludzkich, co ma konsekwencje jedynie w użyciu zaimków osobowych li, ŝi.
Rzeczowniki odmieniają się przez liczby (pojedyncza i mnoga) i dwa przypadki: mianownik i biernik.
Odpowiednie sufiksy to:
|                   | Mianownik | Biernik |
| ----------------- | --------- | ------- |
| Liczba pojedyncza | -o        | -on     |
| Liczba mnoga      | -oj       | -ojn    |

Odpowiednikami innych przypadków, znanych np. z języka polskiego są wyrażenia przyimkowe. I tak aby otrzymać dopełniacz, używa się przyimka de – libro de knabo, w przypadku polskiego celownika używa się przyimka al – Ŝi diris tion al sia edzo.
Rzeczowniki odpowiadają na pytanie kio ĝi estas? Dzielą się na rzeczowniki pospolite i nazwy własne; te pierwsze oznaczają rzeczy i byty niematerialne, np. lampo, libro, amo. Nazwy własne oznaczają jeden, konkretny desygnat: Zamenhof, Hispanio, Petro, La Nigra Maro. Nazwiska, imiona i nazwy lokalne występują najczęściej w języku pierwotnym (Tallin, Jean Forge), jednak osoby lub miejsca o znaczeniu międzynarodowym mogą mieć swoją unikalną nazwę w esperanto: Londono, Parizo, jak również imiona o zasięgu międzynarodowym, np. Henriko, Aleksandro.

### Liczby
W esperanto są dwie liczby: pojedyncza (esp. singularo) i mnoga (esp. pluralo), tworzona przez sufiks -J. Cechę liczby posiadają rzeczownik, przymiotnik; w przeciwieństwie do wielu języków nie ma jej czasownik.
Rzeczowniki zbiorowe tworzy się morfemem sufiksowym -AR-. Na przykład arbo to „drzewo”, arboj – „drzewa”, a arbaro to zbiór drzew traktowany jako całość (czyli „las”); junulo to „młody człowiek/chłopak, młodzieniec”, junuloj – „młodzieńcy”, a junularo to „młodzież”.

### Rzeczownik w bierniku
Biernik w esperanto występuje z końcówką –N i stosuje się go przede wszystkim dla rzeczowników i przymiotników, choć może występować również z przysłówkiem. Jego podstawowym zadaniem jest określać dopełnienie bliższe: La knabo batas hundon. W przypadku występowania więcej niż jednego dopełnienia bliższego końcówkę otrzymuje każdy z nich: Multaj diverslandaj esperantistoj vizitis la grandan Esperantan kongreson. Cecha biernika dodawana jest po innych sufiksach i występuje zawsze na końcu wyrazu: domo → domoj → domojn.

#### Inne zastosowania sufiksu –n
Zasady użycia biernika jako przypadku ruchu określone są w punkcie trzynastym Fundamento de Esperanto.
Biernika w języku esperanto używa się w następujących sytuacjach:
- po czasownikach przechodnich w stronie czynnej, niezależnie od tego, czy czasownik jest w formie twierdzącej, czy przeczącej: mi legas libron – czytam książkę, mi ne ŝatas vian hundon – nie lubię twojego psa.
- dla oznaczania kierunku: Ŝi forveturis Krakovon – ona wyjechała do Krakowa; Kien vi iros? – dokąd idziesz?
- dla oznaczenia daty: Ni alvenos al vi la dekan de marto – przyjedziemy do was dziesiątego marca.
- dla określenia okresu czasu: Mi ne volas atendi vin du horojn – Nie chcę czekać na ciebie dwie godziny.
- przy jednostkach miary, wagi, pojemności, monetarnych: Mia filo jam pezas dudek kvin kilogramojn – mój syn waży już 25 kilogramów; Ŝi aĉetis tiun brakhorloĝon kontraŭ kvindek eŭrojn – ona kupiła ten zegarek za 50 euro.
- w niektórych wyrażeniach w miejsce przyimka: li ludis pianon zamiast sur la piano.

### Wyrażenie własności
Własność wyraża się przy pomocy przyimka de, położonego przed rzeczownikiem, którego przynależność się określa. Floro havas odoron → la odoro de la floro. Istnieją również inne sposoby wyrażenia przynależności, np. przez przymiotnik: domo de patro → patra domo, pordo de ĝardeno → ĝardena pordo. Istnieje również możliwość użycia wyrazu złożonego, np. doma pordo → dompordo.

### Imiona i nazwy własne
Nazwy własne o znaczeniu międzynarodowym są zesperantyzowane. Odbywa się to przez zastosowanie transliteracji (zapisu esperanckimi literami) i dodanie odpowiednich końcówek. W niektórych przypadkach nazwa ulega większej modyfikacji, w celu nadania jej bardziej międzynarodowego chrakteru, np. Varsovio – Warszawa, Mediteraneo – Morze Śródziemne. Zesperantyzowane są: nazwy kontynentów, oceanów, ważnych wysp i mórz (Afriko, Oceanio, Madagaskaro, Pacifiko, Maro Nigra), wszystkie nazwy państw, nazwy ważniejszych jezior, rzek, gór i miast (Danubo, Apeninoj, Kopenhago)'.
Zesperantyzowane imiona męskie posiadają końcówkę -o, np. Paŭlo, Tadeo, Horacio, Aristotelo. Imiona żeńskie mogą być traktowane tak samo (Ifigenio, Lukrecio) lub mogą być tworzone od formy męskiej przy pomocy przyrostka -in- (Johano – Johanino). Takie rozwiązanie okazało się jednak niepraktyczne ze względu na częste trudności w rozróżnieniu, czy zesperantyzowana forma dotyczy imienia męskiego, czy żeńskiego. Obecnie przyjmuje się oryginalną formę imion żeńskich lub stosowanie końcówki -a, np. Maria, Eva.
Zdrobnienia imion męskich konstruuje się, ucinając je po dowolnej sylabie i dodając formant –ĈJO, np. Johano na Joĉjo. Zdrobnienia imion żeńskich konstruowane są analogicznie do męskich, z końcówką –NJO, np. Maria na Marinjo lub Manjo. Tych zasad używa się też do zdrabniania rzeczowników, np. paĉjo – tatuś, panjo – mamusia.

## Przymiotnik
Zasady użycia przymiotnika określone są w punkcie trzecim Fundamento de Esperanto. Przymiotniki (esp. adjektivo) tworzy się, dodając do tematu (rdzenia) sufiks -A.
Przymiotniki odmieniają się przez liczby i przypadki, przy czym obowiązuje zgodność rzeczownika określanego z przymiotnikiem określającym.
|                   | Mianownik | Biernik |
| ----------------- | --------- | ------- |
| Liczba pojedyncza | -a        | -an     |
| Liczba mnoga      | -aj       | -ajn    |

### Szczególny przypadek liczby mnogiej
W przypadku gdy jeden rzeczownik łączy się z dwoma przymiotnikami bądź jeden przymiotnik opisuje dwa rzeczowniki, stosuje się następujące zasady:
- Wyrażenie ruĝa domo kaj blanka domo można zastąpić wyrażeniem ruĝa kaj blanka domoj
- Wyrażenie acida lakto kaj acida kremo można zastąpić wyrażeniem acidaj lakto kaj kremo[22]

## Przysłówek
Zasady użycia przysłówka określone są w punkcie siódmym Fundamento de Esperanto. Przysłówki (esp. adverbo) tworzy się, dodając do tematu sufiks -E.
Przysłówki w esperanto dzielą się na dwie grupy: pierwotne i pochodne. Przysłówki pierwotne nie mają określonej końcówki, np. tuj. Druga grupa to wyrazy pochodzące od innych części mowy: rzeczowników, czasowników, przyimków: bona → bone – dobrze, mano → mane – ręcznie, kun → kune – razem.
Przysłówki kierunku tworzy się, dodając sufiks -en. Oznacza on „w tym kierunku”. Np. nordo – północ geograficzna, norde – na północy, norden – na północ. Istnieje też grupa przysłówków specjalnych bez końcówki, np. nun – teraz.

### Stopniowanie przymiotników i przysłówków
Stopniowanie przymiotników i przysłówków nazywane jest w esperanto komparacio i odbywa się wyłącznie w sposób opisowy.
Stopień wyższy tworzy się słowem pli stawianym przed przymiotnikiem lub przysłówkiem, a stopień najwyższy – słowem plej. Istnieje również stopień niższy i najniższy przymiotników i przysłówków; tworzy się go za pomocą malpli i malplej: malpli feliĉa – mniej szczęśliwy, la malplej feliĉa okazaĵo – najmniej szczęśliwe wydarzenie.
Dla podkreślenia równości stosuje się konstrukcję tiel... kiel... – tak jak, tak samo jak: Andreo estas tiel alta kiel Karlo.

## Zaimek osobowy
Zasady użycia zaimka określone są w punkcie piątym Fundamento de Esperanto. Podstawowe zaimki osobowe (esp. pronomo) to:
|                                            | Liczba pojedyncza | Liczba mnoga |
| ------------------------------------------ | ----------------- | ------------ |
| 1. osoba                                   | mi                | ni           |
| 2. osoba                                   | vi                | vi           |
| 3. osoba, rodzaj męski                     | li                | ili          |
| 3. osoba, rodzaj żeński                    | ŝi                | ili          |
| 3. osoba, rodzaj nijaki                    | ĝi                | ili          |
| Zaimek zwrotny (odpowiednik polskiego się) | si                | si           |
| Zaimek nieokreślony                        | oni               | oni          |

Zaimki, podobnie jak rzeczowniki, odmieniają się przez przypadki. W bierniku dodaje się -n: mia libro → ŝi prenis mian libron.

### Zaimki dzierżawcze
Zaimki dzierżawcze tworzy się, dodając jedną z końcówek przymiotnika (-a, -an, -aj lub -ajn): mi → mia, ŝi → ŝia. Zaimek może występować zarówno w mianowniku, jak i w bierniku: Mi vidis ŝian koramikon → widziałem jej chłopaka. Montru al mi viajn librojn → pokaż mi swoje książki.

### Inne zaimki
Stosuje się także inne zaimki:
- ci (ty) – zaimek drugiej osoby liczby pojedynczej zaproponowany przez Zamenhofa, rzadko używany. Obecnie stosuje się go dla nadania wypowiedzi tonu emocjonalnego[29]: Ci putino! → ty dziwko!
- zaimek ĝi rodzaju nijakiego używany jest do wszystkich obiektów niemających płci oraz zwierząt, których płeć jest nieznana albo nieważna; niekiedy ĝi używa się w stosunku do dziecka. W przypadku, gdy znana jest płeć zwierzęcia, można użyć zaimka li lub ŝi[28].
- zaimek nieokreślony oni, oznaczający nienazwane z imienia choć niekoniecznie nieznane osoby, używany jest w zwrotach typu „nie wolno palić” (esp. oni ne rajtas fumi)[30]. Zaimek może oznaczać zarówno jeden, jak i wiele osób lub rzeczy[31].
- ri jest nieoficjalnym zaimkiem, nieujętym w Fundamento de Esperanto, używanym w trzeciej osobie liczby pojedynczej, zwłaszcza dla podkreślenia, że nie wiadomo o jaką płeć chodzi lub też nie chce się jej ujawniać: Iu postlasis valizon, en kiu estas riaj ŝlosiloj – ktoś zostawił walizkę, w której były jego klucze (właściciela walizki)[32]

### Zaimek zwrotny
W języku esperanto istnieje zaimek zwrotny, który dla pierwszej i drugiej osoby jest równoważny zaimkowi osobowemu w bierniku, dla trzeciej osoby obu liczb przyjmuje formę sin.
| osoba | liczba pojedyncza    | liczba mnoga  |
| ----- | -------------------- | ------------- |
| 1     | mi lavas min         | ni lavas nin  |
| 2     | vi lavas vin         | vi lavas vin  |
| 3     | li, ŝi, ĝi lavas sin | ili lavas sin |

Odpowiednikiem polskiego zaimka w celowniku jest al si: Ŝi aĉetis al si novan robon → ona kupiła sobie nową sukienkę.

## Przedimek
Zasady użycia przedimka określone są przez punkt pierwszy Fundamento de Esperanto. Przedimek nieokreślony w języku esperanto nie występuje. Nie jest możliwe, w przeciwieństwie do niektórych języków, użycie unu jako przedimka, gdyż jego znaczenie jest określone i oznacza „jeden, nie mniej i nie więcej”. Może również doprowadzać do nieporozumień, i tak zdanie: Mi havas unu bonan edzinon może być zrozumiane tak, że mówiący ma kilka żon, z czego tylko jedna jest dobra. Bywają jednak sytuacje, kiedy można użyć unu jako przedimka nieokreślonego, zwłaszcza w sytuacji, kiedy dany obiekt jest znany mówiącemu, a nie słuchającemu: En unu vilaĝo loĝis du viroj, kiuj ambaŭ havis la saman nomon. Dla podkreślenia nieokreśloności używa się zaimka nieokreślonego iu: En iu gazeton mi trovis tre interesan artikolon.
Przedimek określony jest jeden, w formie la, w formie skróconej l' dla wszystkich osób i używa się go w następujących celach:
- Dla wskazania, że rzecz lub osoba jest znana mówiącemu i jego rozmówcy: la domo = tiu de vi konata domo[38]. Używa się również w przypadku, kiedy rzecz została już określona wcześniej[39].

- Dla wskazania, że dana rzecz wynika z natury: Mi aĉetis aŭton, sed la motoro ne funkcias. – co prawda silnik pojawia się pierwszy raz, ale skądinąd wiadomo, że zazwyczaj auto ma jeden silnik (samochody hybrydowe do powszechnych nie należą) i jest on na stałe przypisany do pojazdu[40].

- Dla zaznaczenia, że rzecz jest jedyna w swoim rodzaju, unikalna: La suno brilas[41].

- Dla bliższego sprecyzowania rzeczownika, wyróżnienia go z grupy innych, podobnych rzeczy: Mi legas libron; la libro (konkretna książka) estas interesa. Gdy rzeczowniki występują jeden po drugim, a wymagają przedimka określonego, występuje on jedynie przed pierwszym z rzeczowników: La libro, plumo kaj kajero kuŝas sur la tablo, choć określenie każdego przedimkiem dla jasności nie jest błędem.

- Do generalizacji – gdy mówiący ma na myśli wszystkie rzeczy bądź inne desygnaty określone tym pojęciem: La homo (każdy człowiek) havas krurojn.

- Dla określenia całości: La knabo manĝis la panon – chłopiec zjadł chleb, cały albo ten, o którym wcześniej była mowa. Brak przedimka określonego oznacza niepełność, niekompletność określanej rzeczy: Sur la strato iras homoj (liczba przechodniów nie jest określona), donu al mi la kafon – daj mi kawy, trochę kawy.

- W stopniu najwyższym: La plej malpeza knabino – najlżejsza dziewczyna.

### Brak przedimka
Przedimka nie używa się:
- przed imionami własnymi, Kopenhago, Eŭropo, Esperanto. Istnieją nazwy geograficzne, takie jak rzeki i pasma górskie wymagające przedimka: la Danubo, la Alpoj, co jest imitacją praktyk w językach naturalnych. Wyjątkiem jest sytuacja, kiedy przed nazwą znajduje się przymiotnik: la bela Stockholm, la malnova Eŭropo.
- przed nazwami miesięcy i dni tygodnia: estas dimanĉo, la 30-a de februaro
- dla określenia substancji i pór roku: somero estas la plej varma, vitro estas rompebla.
- gdy został użyty inny wyraz określający: tiu ĉi ĉambro estis multekosta, mia koramiko malsanis hieraŭ.
- zwykle w tytułach książek: Krimo kaj puno, choć nie jest to zasadą, np. La viro en Francujo.

## Liczebnik
Zasady użycia liczebnika określone są w punkcie czwartym Fundamento de Esperanto. W esperanto występują liczebniki główne, porządkowe, a także różne rodzaje rzeczowników zbiorowych, utworzone przez dodanie różnych przyrostków do rdzenia liczebnika.

### Liczebniki główne
Właściwe liczebniki esperanckie to liczebniki 1–10 (unu, du, tri, kvar, kvin, ses, sep, ok, naŭ, dek), 100 (cent) i 1000 (mil). Liczebniki wyższych rzędów, tj. miliono, miliardo, biliono itd., to formalnie rzeczowniki.
| jedności | jedności | dziesiątki | dziesiątki | setki | setki    | tysiące | tysiące  |
| -------- | -------- | ---------- | ---------- | ----- | -------- | ------- | -------- |
| 1        | unu      | 10         | dek        | 100   | cent     | 1000    | mil      |
| 2        | du       | 20         | dudek      | 200   | ducent   | 2000    | du mil   |
| 3        | tri      | 30         | tridek     | 300   | tricent  | 3000    | tri mil  |
| 4        | kvar     | 40         | kvardek    | 400   | kvarcent | 4000    | kvar mil |
| 5        | kvin     | 50         | kvindek    | 500   | kvincent | 5000    | kvin mil |
| 6        | ses      | 60         | sesdek     | 600   | sescent  | 6000    | ses mil  |
| 7        | sep      | 70         | sepdek     | 700   | sepcent  | 7000    | sep mil  |
| 8        | ok       | 80         | okdek      | 800   | okcent   | 8000    | ok mil   |
| 9        | naŭ      | 90         | naŭdek     | 900   | naŭcent  | 9000    | naŭ mil  |

Przykłady:
- dek kvar – 14, kvindek ok – 58, naŭdek unu – 91
- cent dudek tri – 123, kvincent naŭ – 509, okcent sepdek du – 872
- mil cent tridek ses – 1136, kvar mil sepcent dek naŭ – 4719, ses mil ducent unu – 6201
- miliono – milion, du milionoj – dwa miliony, tri milionoj – trzy miliony itd.
- miliardo – miliard, du miliardoj – dwa miliardy, tri miliardoj – trzy miliardy itd.
- biliono – bilion, du bilionoj – dwa biliony, tri bilionoj – trzy biliony itd.

Liczebniki dek i cent w połączeniu z liczebnikami 1–9 pisze się łącznie. W przypadku liczebnika mil i wyższych pisownia jest rozdzielna.

### Liczebniki porządkowe
Liczebniki porządkowe tworzy się, dodając końcówkę -a do właściwych liczebników głównych, np.:
- unua – pierwszy, dua – drugi, tria – trzeci itd.
- deka – dziesiąty, dudeka – dwudziesty, trideka – trzydziesty itd.
- centa – setny, ducenta – dwusetny, tricenta – trzechsetny itd.

W przypadku liczebników złożonych zapisywanych rozdzielnie końcówkę -a dodaje się tylko do ostatniego członu, np. dudek tria – dwudziesty trzeci, nie dudeka tria. Takie liczebniki można pisać rozdzielnie, analogicznie do odpowiadających im liczebników głównych, lub jako jeden wyraz złożony z poszczególnymi elementami rozdzielonymi łącznikiem, np.:
- ducent kvindek sepa lub ducent-kvindek-sepa – dwieście pięćdziesiąty siódmy

Rzeczowniki w funkcji liczebników zamieniają końcówkę -o na -a, np.:
- miliona – milionowy, du-miliona – dwumilionowy, miliarda – miliardowy, kvin-miliarda – pięciomiliardowy itd.[44]

### Przedrostki i przyimki z liczebnikami
Liczebniki określające krotność tworzy się przy pomocy przyrostka –OBL– oraz odpowiedniego liczebnika i najczęściej są przymiotnikami lub przysłówkami: unuobla – pojedynczy, duobla – podwójny, unuoble – pojedynczo, duoble – podwójnie.
Ułamki zwykłe tworzy się używając przyrostka –ON– dodanego do wymaganego liczebnika: duono – połowa, jedna druga, sep okonoj – siedem ósmych. Mianownik ułamka występuje w mianowniku liczby mnogiej.
Liczebniki zbiorowe tworzone są przy użyciu przyrostka –OP– oraz odpowiedniego liczebnika. Otrzymany wyraz może być najczęściej przymiotnikiem lub przysłówkiem: unuopa – pojedynczy, unuope – pojedynczo; duopa – podwójny, triope – potrójnie.
Wielokrotność można wyrazić przy pomocy przyrostka –FOJE: dufoje – dwa razy, kiomfoje – ile razy? Mi vidis lin hodiaŭ trifoje. – widziałem go dziś trzy razy.
Aby określić przydział, używa się przyimka po: Ili marŝas po tri – oni maszerują po trzech.

## Czasownik
Zasady użycia czasownika określone są w punkcie szóstym Fundamento de Esperanto. Czasownik esperancki jest odmienną częścią mowy. W zależności od czasu lub trybu, we wszystkich osobach zachowuje tę samą formę: mi ŝatas, vi ŝatas itd. Może występować w trzech czasach prostych i dziewięciu złożonych, w trybie warunkowym i trybie rozkazującym, w stronie czynnej i biernej. Cechą czasownika w bezokoliczniku jest –I.

### Osoby
Czasownik esperancki może występować w trzech osobach: pierwszej (mówiący), drugiej (adresat) i trzeciej (osoby trzecie). W zaimkach drugiej osoby nie ma rozróżnienia na liczbę pojedynczą i mnogą. Osoby dotyczą tylko zaimków osobowych; czasowniki nie odmieniają się przez osoby.
Do tworzenia nazw istot płci żeńskiej używany jest sufiks –IN–, np. patro – ojciec, patrino – matka.

### Formy podstawowe
Czasowniki w języku esperanto nazywają się verbo. Występują 3 czasy proste, bezokolicznik i tryby rozkazujący i przypuszczający. Wszystkie czasowniki odmieniają się we wszystkich czasach, osobach i trybach według jednej koniugacji; czasowniki nieregularne nie występują.
Przykładowy wzór odmiany czasownika renkonti → spotykać:
| osoba | liczba pojedyncza    | liczba mnoga  |
| ----- | -------------------- | ------------- |
| 1     | mi renkontas         | ni renkontas  |
| 2     | vi renkontas         | vi renkontas  |
| 3     | li, ŝi, ĝi renkontas | ili renkontas |

### Przechodniość czasowników
Czasowniki w esperanto dzielą się na przechodnie i nieprzechodnie. Aby czasownikowi nieprzechodniemu dodać przechodniość używa się sufiksu –IG–: sidi – siedzieć → sidigi – sadzać. Czasowniki przechodnie można tworzyć również z innych części mowy: pura – czysty → purigi – czyścić, ruino – ruina → ruinigi – rujnować.
Do tworzenia czasowników nieprzechodnich służy przyrostek –IĜ–, mający działanie przeciwne do sufiksu –IG–. Czasownik taki nigdy nie jest przechodni i nie konotuje dopełnienia.veki – budzić (kogoś) → vekiĝi – budzić się. Mi vekis mian fratinon – zbudziłem moją siostrę. Mi vekiĝis je la oka matene – zbudziłem się o ósmej rano. renkonti – spotykać (kogoś) → renkontiĝi → spotykać się. Li renkontis min en kafejo – on mnie spotkał w kawiarni. Ili renkontiĝis en kafejoj – oni spotykali się w kawiarniach.

#### Inne aspekty przyrostka –IG–
Przyrostek –IG– może łączyć się z przysłówkami. I tak el + igi → eligi – wydzielać, emitować: La kamentubo eligis densan fumon. sen + igi → senigi – pozbawiać: La milito senigis multajn infanojn de iliaj gepatroj. anstataŭ + igi → anstataŭigi – zastępować: la vorton „objekto” oni povas anstataŭigi per „aĵo”.
Przyrostek –IG– dodany do czasownika z natury przechodniego zmienia znaczenie czasownika, wskazując na zarządzenie wykonania danej czynności. La patrino vekis min matene – matka zbudziła mnie rano; la patrino vekigis min matene – matka kazała zbudzić mnie rano.

### Czasowniki dokonane i niedokonane
Czasownikami dokonanymi w języku esperanto są tak zwane czasowniki wynikowe, czyli takie, które przedstawiają wynik czynności, co wiąże się z pewną zmianą stanu, np. trovi – znaleźć, difekti – uszkodzić, aĉeti – kupić i wiele innych. Niedokonane są czasowniki niewynikowe, które nie przedstawiają żadnego rezultatu, nazywające jedynie stan, w jakim określony rzeczownik się znajduje, takie jak: scii – wiedzieć, ŝati – lubić itp. Istnieją jeszcze czasowniki mieszane, w znaczeniu których można się dopatrzyć wyniku przedstawianej przez nie czynności, np. skribi – pisać, konstrui – budować itp. Czasowniki mieszane również są niedokonane. Aby przedstawić czasownik niedokonany w dokonanej formie, używa się przedrostków powstałych z przyimków: AL–, DE–, EL–, EN–, FOR–, KUN–, PER–, PRI–, SUR–, TRA–, TRANS–. Przykładowo:
Przedrostek EL– oznacza wykonanie pracy aż do osiągnięcia zamierzonego rezultatu lub do naturalnego końca czynności: baki → elbaki – wypiec (ciasto), gladi → elgladi – wyprasować, fumi → elfumi – wypalić (papierosa).
Przedrostek FOR– jest użyty, gdy czasownik opisuje zużycie, zniszczenie, usunięcie: drinki → fordrinki – przepić (pieniądze).
Przedrostek EN– oznacza wprowadzenie czegoś, włączenie, wprowadzenie do środka, np. skribi → enskribi – wpisać, gluti → engluti – połknąć.

### Czasowniki bezpodmiotowe
Czasowniki oznaczające zjawiska meteorologiczne występują bez podmiotu w żadnej formie: pluvo → pluvas – pada, neĝo → 'neĝas – pada śnieg, fulmo – błyskawica → fulmas – błyska się.

### Czasy i tryby czasowników
W języku esperanto występują trzy czasy proste i dziewięć złożonych. Stosuje się najczęściej czasy proste; złożone używane są w przypadku, gdyby zdanie wyrażone czasem prostym było niezbyt jasne, jednak istnieje tendencja, także wśród użytkowników piszących w esperanto, by czasów złożonych nie używać w ogóle. czasy złożone spotyka się o wiele częściej w stronie biernej niż czynnej.
Oto końcówki poszczególnych czasów i trybów:
| Czas teraźniejszy    | -as |
| Czas przeszły        | -is |
| Czas przyszły        | -os |
| Bezokolicznik        | -i  |
| Tryb rozkazujący     | -u  |
| Tryb przypuszczający | -us |

Czasy w języku esperanto są naturalne i odpowiadają rzeczywistym momentom wykonywania czynności i w zdaniach podrzędnych nie zależą od czasu, w którym występuje zdanie nadrzędne, np. Mia amiko skribis, ke antaŭ kelkaj semajnoj li estis malsana, sed ke nun li denove estas sana kaj espereble ankaŭ restos sana, se nenio eksterordinara okazos. Ili divenis, ke estos io bongusta por la buŝo kaj venis gustumi. Zasada ta dotyczy również mowy zależnej: Li diris ke li vizitos Pollandon.

### Czasy złożone
Czasy złożone i stronę bierną tworzy się za pomocą czasownika posiłkowego być (estas) i odpowiedniego imiesłowu. Czas rzeczywisty zdania wyrażony jest odpowiednią formą czasownika esti, natomiast czas czynności wyrażonej przez imiesłów zależy od czasu rzeczywistego zdania, np. w przypadku zdaniame estos trinkinta czasem rzeczywistym jest czas przyszły, a czynność picia jest przeszła tylko w odniesieniu do tego momentu, o którym mówi czas główny zdania. Czasów tych używa się rzadko.
Istnieją następujące czasy złożone w esperanto:
- z imiesłowem czynnym czasu teraźniejszego:

| czasownik posiłkowy | imiesłów  | znaczenie                      |
| mi estas            | trinkanta | piję, jestem w trakcie picia   |
| mi estis            | trinkanta | piłem, byłem w trakcie picia   |
| mi estos            | trinkanta | będę pił, będę w trakcie picia |

z imiesłowem czasu przeszłego:
| czasownik posiłkowy | imiesłów  | znaczenie                                            |
| mi estas            | trinkinta | piłem, wypiłem                                       |
| mi estis            | trinkinta | wypiłem był (czas zaprzeszły)                        |
| mi estos            | trinkinta | wypiję (czynność przyszła z perspektywy przeszłości) |

z imiesłowem czasu przyszłego:
| czasownik posiłkowy | imiesłów  | znaczenie                                   |
| mi estas            | trinkonta | będę pić, mam zamiar pić                    |
| mi estis            | trinkonta | właśnie miałem pić, zabierałem się do picia |
| mi estos            | trinkonta | będę miał zamiar pić                        |

Istnieją również bardzo rzadko używane formy syntetyczne czasów złożonych, powstałe przez ściągnięcie czasownika esti do postaci sufiksu:
|                   | Czasownik             | Forma ciągła                        | Forma dokonana                  | Forma przyszła                        |
| ----------------- | --------------------- | ----------------------------------- | ------------------------------- | ------------------------------------- |
| Czas teraźniejszy | mi kaptas (łapię)     | mi kaptantas (łapię – w tej chwili) | mi kaptintas (właśnie złapałem) | mi kaptontas (zaraz złapię)           |
| Czas przeszły     | mi kaptis (złapałem)  | mi kaptantis (łapałem)              | mi kaptintis (złapałem był)     | mi kaptontis (byłem bliski złapania)  |
| Czas przyszły     | mi kaptos (złapię)    | mi kaptantos (będę łapał)           | mi kaptintos (złapię)           | mi kaptontos (będę bliski złapania)   |
| Tryb warunkowy    | mi kaptus (złapałbym) | mi kaptantus (łapałbym)             | mi kaptintus (złapałbym był)    | mi kaptontus (byłbym bliski złapania) |

### Imiesłowy

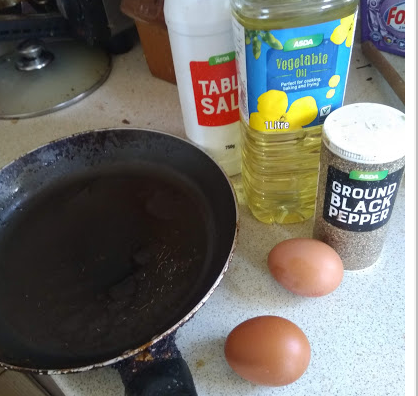
La fritotaj ovoj

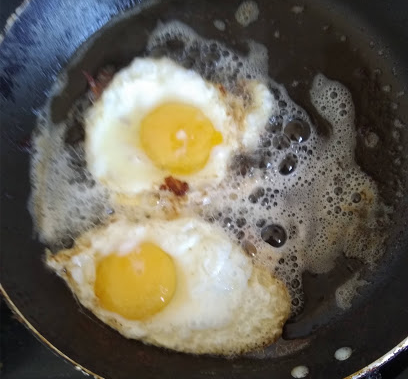
La fritataj ovoj

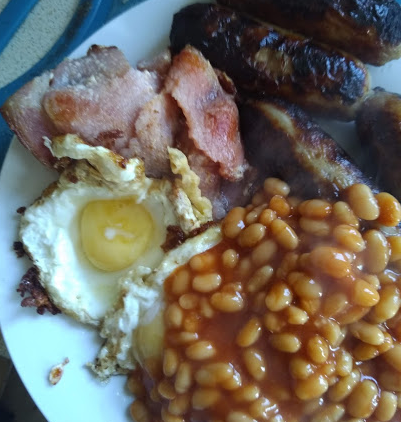
La frititaj ovoj

Imiesłowy są formami pochodnymi czasownika i tworzy się je następującymi morfemami sufiksowymi:
|                   | Strona czynna | Strona bierna |
| ----------------- | ------------- | ------------- |
| Czas teraźniejszy | -ant-         | -at-          |
| Czas przeszły     | -int-         | -it-          |
| Czas przyszły     | -ont-         | -ot-          |

#### Imiesłów czynny
Występuje w trzech czasach: przeszłym, teraźniejszym i przyszłym. Do cechy imiesłowu –ant– może być dodana końcówka rzeczownika –o, przymiotnika –a lub przysłówka -e:
- w czasie teraźniejszym: leganto – czytelnik, ten który czyta, leganta – czytający, legante – czytając. Skribante la leteron, mi pensis pri ŝi – pisząc list myślałem o niej. Mi estas pasia leganto de la libroj de Anne Holt – jestem namiętnym czytelnikiem książek Anne Holt. Komencante la lernadon, mia frato estis nur sesjara[70]. – Zaczynając naukę mój brat miał tylko sześć lat.
- w czasie przeszłym: leginto – ten, który czytał, leginta – taki, który czytał, leginte – przeczytawszy
- w czasie przyszłym: legonto – ten, który będzie czytał, legonta – taki, który będzie czytał, legonte – czytając (w przyszłości). Kuirontaj bonvolu atendi ĉefkuiriston en la kuirejo – Ci, którzy będą gotować proszę poczekać w kuchni na szefa. Manĝonte li trinkis glason da suko[71] – Przed jedzeniem (zanim miał coś zjeść) wypił szklankę soku.

#### Imiesłów bierny
Występuje w trzech czasach: przeszłym, teraźniejszym i przyszłym. Do cechy imiesłowu –at– może być dodana końcówka rzeczownika –o, przymiotnika –a lub przysłówka -e:
- w czasie teraźniejszym: amato – ten, który jest kochany, amata – kochany, amate będąc kochany
- w czasie przeszłym: amito – ten, który był kochany, amita – kochany (w przeszłości), amite – kochawszy. Ili manĝas la bongustajn kuiritajn terpomojn[73]  – oni jedzą pyszne ugotowane ziemniaki.
- w czasie przyszłym: amoto – ten, który będzie kochany, amota – kochany (w przyszłości), amote – będąc kochany (w przyszłości). la terpomoj kuirotaj → ziemniaki do gotowania, te, które mają być ugotowane[73]

### Strona bierna
Stronę bierną tworzy się przy pomocy czasownika esti i odpowiedniego imiesłowu biernego.
Czas rzeczywisty wyznacza czasownik główny esti. Imiesłów może znajdować się w jednym z czasów: teraźniejszym, przyszłym i przeszłym, która wyraża stosunek czasowy czynności do czasu głównego. La domo estos konstruita oznacza, że w przyszłości (estos) ten dom będzie już zbudowany:
- Strona bierna z imiesłowem czynnym czasu teraźniejszego:

| czasownik posiłkowy | imiesłów   | znaczenie           |
| la domo estas       | konstruata | dom jest budowany   |
| la domo estis       | konstruata | dom był budowany    |
| la domo estos       | konstruata | dom będzie budowany |

- Strona bierna z imiesłowem czynnym czasu przeszłego:

| czasownik posiłkowy | imiesłów   | znaczenie                                                                  |
| la domo estas       | konstruita | dom jest zbudowany (istnieje w całości)                                    |
| la domo estis       | konstruita | dom został zbudowany                                                       |
| la domo estos       | konstruita | dom będzie zbudowany (w pewnym momencie w przyszłości on będzie w budowie) |

## Przyimek

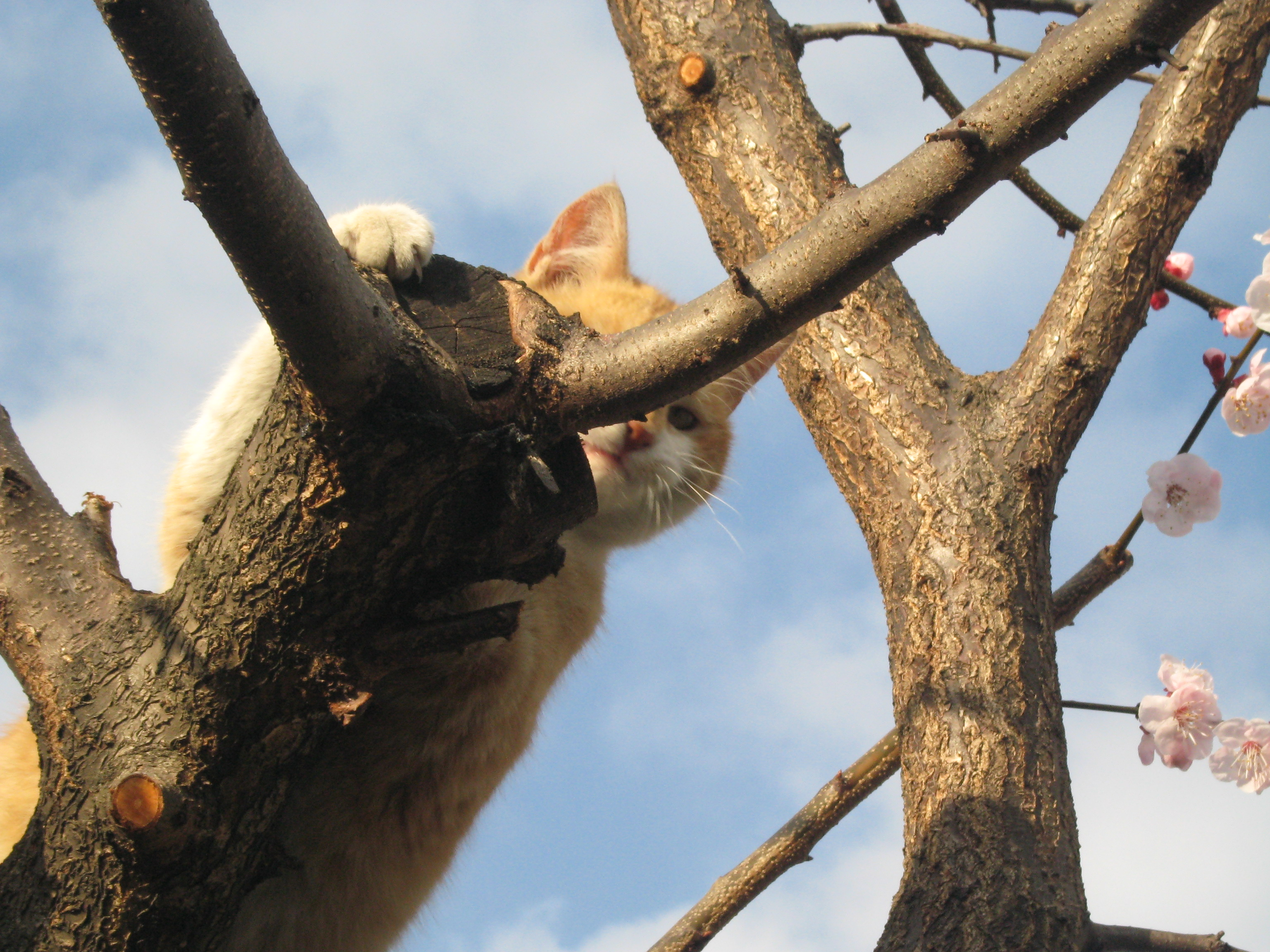
Kato grimpas sur la arbon – kot wdrapuje się na drzewo

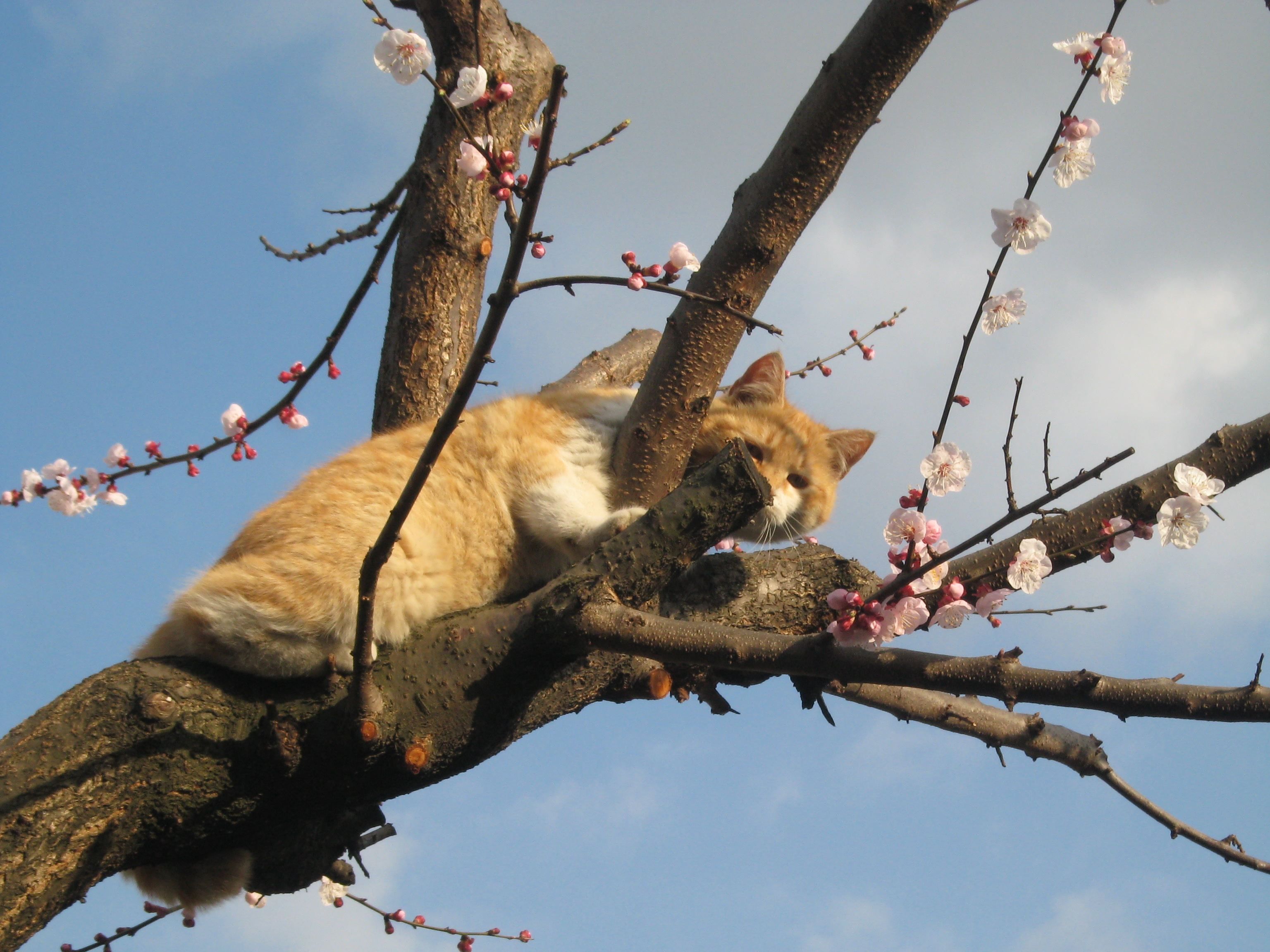
Kato kuŝas sur la arbo – kot leży na drzewie

Zasady użycia przyimka określone są w punkcie ósmym i czternastym Fundamento de Esperanto. Zgodnie z zaleceniami Zamenhofa, każdy przyimek ma stałe, określone znaczenie, wynikłe z jego natury. W pozostałych przypadkach, kiedy nie istnieje naturalnie pasujący przysłówek, używa się przysłówka je: malsana je la okuloj – chory na oczy. Wszystkie przyimki rządzą mianownikiem. Użycie biernika nie jest spowodowane naturą przyimka, a innymi względami, np. ruchem.

### Przyimki występujące z mianownikiem lub biernikiem
Część przyimków używa z rzeczownikiem w mianowniku oznacza położenie danego desygnatu (który pozostaje w stanie spoczynku). Użycie z biernikiem, oznacza, że obiekt jest w ruchu i zmienia miejsce pobytu: Mi restas en la ĉambro – zostaję w pokoju. Mi iras en la ĉambron – idę do pokoju. Zdanie Mi iras en la ĉambro oznacza, że osoba porusza się po pokoju, nie wychodząc z niego, czyli w pewnym sensie nie zmienia miejsca pobytu.
Przyimki o takich właściwościach to: sur – na, en – w, sub – pod, apud – obok, antaŭ – przed, malantaŭ – za, post – po, inter – między, trans – przez, ekster – na zewnątrz, super – nad, ĉirkaŭ – wokół, kontraŭ – naprzeciw.

### Przyimki występujące wyłącznie z mianownikiem
Następujące przyimki występują wyłącznie z mianownikiem: al – do, ĝis – do, aż do, el – z, da, pri – o, pro – z powodu, por – dla, per (odpowiednik polskiego narzędnika), kun –z, sen – bez, laŭ – według, względem, malgraŭ – mimo.
Mimo braku formalnego zakazu, z biernikiem nie używa się również: ĉe – przy, tra – przez, preter – obok.

### Przyimekde
Oznacza „od”, „z” i służy również do tworzenia konstrukcji dopełniaczowych. Istnieje jednak kilka ograniczeń i zamienników:
Przyimek de ma wiele zastosowań i w związku z tym Zamenhof postulował, by w wątpliwych przypadkach zastępować go przez inne przyimki: en, el, pri, pro, super, antaŭ, kontraŭ, np.: le fruktoj el la ĝardeno – owoce z ogrodu.
Przyimek de może również odpowiadać polskiemu „przez”, „ze strony”. Aby uniknąć dwuznaczności, używa się w tym znaczeniu przyimka fare de: Zdanie La nutrado de la infanoj de ilia patrino rodzi wątpliwości, czy chodzi o żywienie matki dzieci, czy żywienie dzieci przez matkę. Zdanie La nutrado de la infanoj fare de ilia patrino tę niejednoznaczność likwiduje i oznacza „żywienie dzieci przez matkę”.
W przypadku gdy przyimek de oznacza czas, zaleca się używać złożeń takich jak ekde – od, de post, detempe de – od czasu, które nadadzą wyrażeniu większej precyzji: de post via forveturo mi pensis pri tio, kion vi diris – od twojego wyjazdu myślę o tym, co mi powiedziałeś.

## Wykrzyknik
Wykrzykniki i wyrazy dźwiękonaśladowcze znajdują się nieco poza gramatyką, w tym sensie, że nie tworzą związków z innymi wyrazami w zdaniu, a często są pełnowartościową wypowiedzią. Oficjalnie istnieje dziewięć wykrzykników, o wiele więcej funkcjonuje nieoficjalnie. Wiele wykrzykników nie ma konkretnego znaczenia i używane są według chwilowego życzenia mówiącego.

### Oficjalne wykrzykniki
Dziewięć wykrzykników ma status oficjalny
- Adiaŭ – uprzejma forma pożegnania. Adiaŭ, kara hejma domo!
- Bis – głośna prośba o powtórkę
- Fi – oznajmia obrzydzenie, wstręt: Fi, kiel abomene – fuj, jakie wstrętne.
- Ha – wyraża podziw lub niespodziankę: Ha, kiel bele! – Ojej, jak pięknie!
- Hej – używa się do przyciągnięcia czyjejś uwagi. Hej, vi, venu ĉi tien – Hej, ty, przyjdź tu.
- Ho – ogólny wykrzyknik wyrażający uczucia, emocje. Ho, Dio, kion vi faras – O Boże, co ty robisz. Ho używa się również w kombinacji z innymi wykrzyknikami, np. Ho ve.
- Hura – oznacza aplauz, entuzjazm.
- Nu – używany na wiele sposobów. Może oznaczać m.in. zniecierpliwienie: Nu iru rapide – idźże szybko!, zgodę, pozwolenie: Nu, bone – no dobrze, sygnalizację końca rozmowy: Nu, bonan nokton! – zatem dobranoc!, zdziwienie: Nu, mi neniam supozis tion – no nigdy bym nie przypuszczał; zwątpienie, zawahanie: Nu, kiel nun? – no i co teraz?; rezygnację: Nu, tia estas la vivo – no takie jest życie; pocieszenie: Nu nu, ne ploru! – no nie płacz!
- Ve – ma kilka znaczeń, m.in. pożałowanie przy nieszczęściu: Ho ve, sinjoro, mia patrino forpelis min el la domo – Niestety, panie, matka wypędziła mnie z domu; także groźbę: tiam ve al vi estos – biada!

## Zaimki i przysłówki specjalne
Dużą, 45-składnikową grupę zaimków i przysłówków (zwanych w esperanto „korelativoj”) tworzy się systematycznie. Zaimki te są odmienne.
I tak zaimki na -a odmieniają się jak przymiotniki, na -u i -o – jak rzeczowniki, na -e przyjmują też formę kierunku – -en.
Zaimki wskazujące mają domyślnie formę dalszą (tio – „tamto”). Formę bliższą tworzy się, dodając słowo ĉi przed lub po zaimku, np. tio ĉi – „ten”.
Wiele z tych zaimków nie ma odpowiedników w języku polskim, zostało więc podane przybliżone tłumaczenie.
|                               | Nieokreślone I-         | Pytające i względne KI- | Wskazujące TI-      | Upowszechniające ĈI-          | Przeczące NENI-                |
| ----------------------------- | ----------------------- | ----------------------- | ------------------- | ----------------------------- | ------------------------------ |
| Osoba oraz zaimki wyboru – -U | IU – ktoś               | KIU – kto               | TIU – tamten        | ĈIU – wszyscy                 | NENIU – nikt                   |
| Cecha – -A                    | IA – jakiś              | KIA – jaki              | TIA – taki          | ĈIA – wszelki                 | NENIA – żaden, żadnego rodzaju |
| Rzecz – -O                    | IO – coś                | KIO – co                | TIO – tamto         | ĈIO – wszystko                | NENIO – nic                    |
| Przynależność – -ES           | IES – czyjś             | KIES – czyj             | TIES – tego         | ĈIES – należący do wszystkich | NENIES – niczyj                |
| Miejsce – -E                  | IE – gdzieś             | KIE – gdzie             | TIE – tam           | ĈIE – wszędzie                | NENIE – nigdzie                |
| Sposób – -EL                  | IEL – jakoś             | KIEL – jak              | TIEL – w ten sposób | ĈIEL – każdym sposobem        | NENIEL – w żaden sposób        |
| Czas – -AM                    | IAM – kiedyś            | KIAM – kiedy            | TIAM – wtedy        | ĈIAM – zawsze                 | NENIAM – nigdy                 |
| Ilość, nasilenie – -OM        | IOM – ileś              | KIOM – ile              | TIOM – tyle         | ĈIOM – każdą ilość            | NENIOM – nic, żaden, wcale     |
| Przyczyna – -AL               | IAL – z jakiegoś powodu | KIAL – dlaczego         | TIAL – dlatego      | ĈIAL – z każdego powodu       | NENIAL – bez powodu            |

## Zdanie

### Pytanie
Pytania tworzy się za pomocą zaimków ki-. Tam, gdzie wymagana jest odpowiedź „tak” lub „nie”, stosowane jest słowo ĉu („czy”) na początku zdania, np. Ĉu vi parolas esperante?. Odpowiedź na takie pytanie to jes („tak”) lub ne („nie”). Możliwe są również końcówki pytające: dla zdania twierdzącego ĉu ne?, a dla przeczącego ĉu?. Jeśli chodzi o pytanie zaprzeczone, gramatyk Wennergren wyróżnia dwa systemy: „zachodni” i „wschodni”. Według systemu zachodniego, na pytanie Ĉu vi ne parolas la anglan? pozytywna odpowiedź (tak, mówią po angielsku) na pytanie to jes, negatywna – ne. System wschodni działa na odwrót: Ĉu vi ne parolas la anglan? ''Jes oznacza „nie, nie mówię”.

### Szyk
W języku esperanto najczęściej występującym szykiem jest SVO, np. Mi amas vin, choć nie jest jedynie obowiązujący. Ogólną zasadą jest, aby części zdania związane ze sobą i odnoszące się wzajemnie do siebie były możliwie blisko. Przykładowo zdanie Mi lian edzinon sur la strato renkontis nie jest dobrze skonstruowane ze względu na zbyt daleką odległość podmiotu od przeczenia.

### Przeczenie
Zasady przeczenia zostały sprecyzowane w punkcie dwunastym Fundamento de Esperanto. Zasadniczo przeczenie konstruuje się przy pomocy partykuły ne Obowiązuje zasada pojedynczego przeczenia: gdy w zdaniu użyto zaprzeczonego przyimka, partykułę ne opuszcza się: Mi nenion vidis → nic nie widziałem.

### Zdanie pojedyncze
Istnieje kilka konstrukcji w zdaniach pojedynczych istniejących w języku esperanto.

#### Życzenie i propozycja działania
W zdaniach wyrażających życzenie lub propozycję działania orzeczenie występuje w trybie rozkazującym: Ĉu longe mi petu vin? – czy długo mam cię prosić. Kiam vi telefonu al vi? – kiedy mam do ciebie zadzwonić? Kion ni faru nun? – no i co teraz zrobimy? Pri kiu vi parolu? – o kim masz mówić?

#### Konstrukcja accusativus cum infinitivo
W języku esperanto jest możliwa konstrukcja orzeczenie + dopełnienie bliższe + bezokolicznik. Stosuje się ją w przypadku czasowników postrzegania: aŭdi, vidi, rigardi, a także czasowników wyrażających prośbę, przymus: peti, decidi itp.: Karlo vidis sian fratinon labori – Karol widział, jak jego siostra pracuje. Lia patrino permesis lin aĉeti katon – jego matka pozwoliła, aby kupił kota.
Zamiast bezokolicznika można zastosować imiesłów, zwłaszcza w celu podkreślenia, że dana czynność trwała lub zakończyła się: Mi vidis patron fermanta la ĉefpordon – widziałem, jak ojciec zamykał główną bramę. Mi vidis patron ferminta la ĉefpordon – widziałem, jak ojciec zamknął główną bramę. Mi vidis patron fermonta la ĉefpordon – widziałem jak ojciec miał zamykać główną bramę. W tej konstrukcji imiesłów jest używany w mianowniku.

### Zdania podrzędne
Zdania okolicznikowe celu tworzy się przy pomocy spójników ke i por ke – aby, ażeby. W zdaniu podrzędnym występuje tryb rozkazujący: Mi petis ke li venu al la stacidomo – poprosiłem, aby przyszedł na dworzec.
W zdaniach podrzędnych, gdy człon podrzędny oznacza chęć, wolę, opinię itp. używa się trybu rozkazującego:Mi volas, ke vi laboru. – chcę, abyś pracował. Estas necese, ke ni nun unu fojon por ĉiam faru finon al tiu ĉi stato – jest konieczne, by ktoś położył temu kres.
W zdaniach warunkowych zarówno zdanie nadrzędne, jak i podrzędne występuje w trybie warunkowym: Se mi estus riĉa, mi ne laborus. – gdybym był bogaty, nie pracowałbym.

#### Spójniki łączące zdania podrzędne
- Apenaŭ – ledwie co, zaledwie: Apenaŭ ŝi paŝis la sojlon, la murmuro rekomenciĝis – ledwie przekroczyła próg, szmer zaczął się ponownie[96]
- Ĉar – ponieważ: Mi dormis la tutan nokton, ĉar vespere mi estis tre dormema – spałem całą noc, ponieważ wieczorem byłem bardzo śpiący[97].
- Ĉu – czy: Diru al mi, ĉu vi venos – powiedz mi, czy przyjdziesz[97].
- Do – więc, zatem: Mi ne konas la gramatikon de la lingvo, do mi bezonas helpon – nie znam gramatyki języka, więc potrzebuję pomocy[98].
- Dum – podczas gdy: Dum mi kuŝis, mia edzino rigardis televidon – w czasie gdy ja leżałem, moja żona oglądała telewizję[97].
- Ĝis kiam – aż do chwili, dopóki: Mi restis, ĝis kiam la knabino ekdormis – pozostałem, aż dziewczynka zasnęła[96]
- Ke – że, również: aby, ażeby: Mi pensas, ke ne – myślę, że nie[99].
- Kvankam – chociaż, aczkolwiek: La pluvo ĉesis, kvankam ankoraŭ ne ĝis fino – deszcz ustał, chociaż jeszcze nie do końca[96].
- Se – jeśli, gdyby: Se mi estus sana, mi estus feliĉa – gdybym był zdrowy, byłbym szczęśliwy[98].
- Tamen – jednak, niemniej: La vojo estas facila, tamen estu singarda – droga jest łatwa, niemniej bądź ostrożny[100].

Spójniki złożone:
- Antaŭ ol – zanim: Mi foriros antaŭ ol vi venos – wyjdę, zanim ty przyjdziesz[101].
- Eĉ se – nawet gdy, nawet gdyby: Ne ekdormu, eĉ se vi estus laca – nie zaśnij, nawet gdybyś był zmęczony[101].
- Escepte se – z wyjątkiem, chyba że: Ni vizitos ilin, escepte se pluvos – odwiedzimy ich, chyba że będzie padać[101].
- Malgraŭ ke – pomimo że, chociaż: Li klopodis daŭrigi, malgraŭ ke li estis tre laca – starał się kontynuować, pomimo że był bardzo zmęczony[101].
- Kondice ke – pod warunkiem, że: Ni vizitos la urbon, kondiĉe ke la vetero estos favora – Odwiedzimy miasto, pod warunkiem że pogoda będzie sprzyjająca[102].
- Post kiam – po tym jak: Post kiam ŝi alvenis, ni vespermanĝis – po tym, jak przyszła, zjedliśmy kolację[102].

## Słowotwórstwo
Esperanto jest językiem o bogatym słowotwórstwie: system tworzenia wyrazów pozwala na budowanie wielu słów przy wykorzystaniu niewielu rdzeni i tworzenie dużych rodzin wyrazów, np. varma – ciepły, gorący, malvarma – zimny, malvarmumi – przeziębić się, varmeta – letni, varmega – bardzo gorący, ekvarmigi – podgrzać krótką chwilę, revarmigi – odgrzać, varmejo – ogrzewalnia, varmigilo – podgrzewacz, grzałka itp. Nowe wyrazy tworzy się przy pomocy przedrostków, przyrostków i przez zestawienie wyrazów.

### Wyrazy złożone
Zasady składania wyrazów określone są w punkcie jedenastym Fundamento de Esperanto. Wyrazy złożone tworzy się przez proste zestawienie obok siebie dwóch rdzeni, przy czym najważniejsze słowo znajduje się zawsze na końcu. W przypadku rdzeni benk i pied można otrzymać dwa złożenia: benkpiedo (noga od ławy) i piedbenko (ława z nogami lub ława na nogi). W przypadku niepewności, np. trudności w wychwyceniu różnicy między arbfolio i foliarbo zaleca się rozdzielenie rdzeni i znalezienie rdzenia określającego i określanego, który jest na końcu foliarbo → folia + arbo (drzewo liściaste), arbfolio → arba + folio (liść z drzewa).
W przypadku, gdy złożenie spowodowałoby zaistnienie długich, trudnych w wymowie zbitek spółgłoskowych, stosuje się spójkę równą kategorii gramatycznej, którą w tym przypadku reprezentuje dany rdzeń: nigr + har → nigraharo, ĉambr + port → ĉambroporto, W przypadku zbyt długich zbitek stosuje się albo dywiz fervoj-konduktoro albo formę przymiotnikową fervoja konduktoro.
W niektórych przypadkach złożenie nabiera zupełnie innego znaczenia, niż wynikałoby to ze znaczeń rdzeni, z których składa się wyraz. Na przykład libera tempo to czas wolny, a libertempo to urlop.

### Przedrostki
Przedrostek BO– oznacza skoligacenie rodzinne przez małżeństwo: patro – ojciec → bopatro – teść, filo – syn → bofilo – zięć
Przedrostek DIS– oznacza rozdzielenie, rozpad: kuri – biec → diskuri – rozbiec się, tranĉi –ciąć → distranĉi – rozciąć

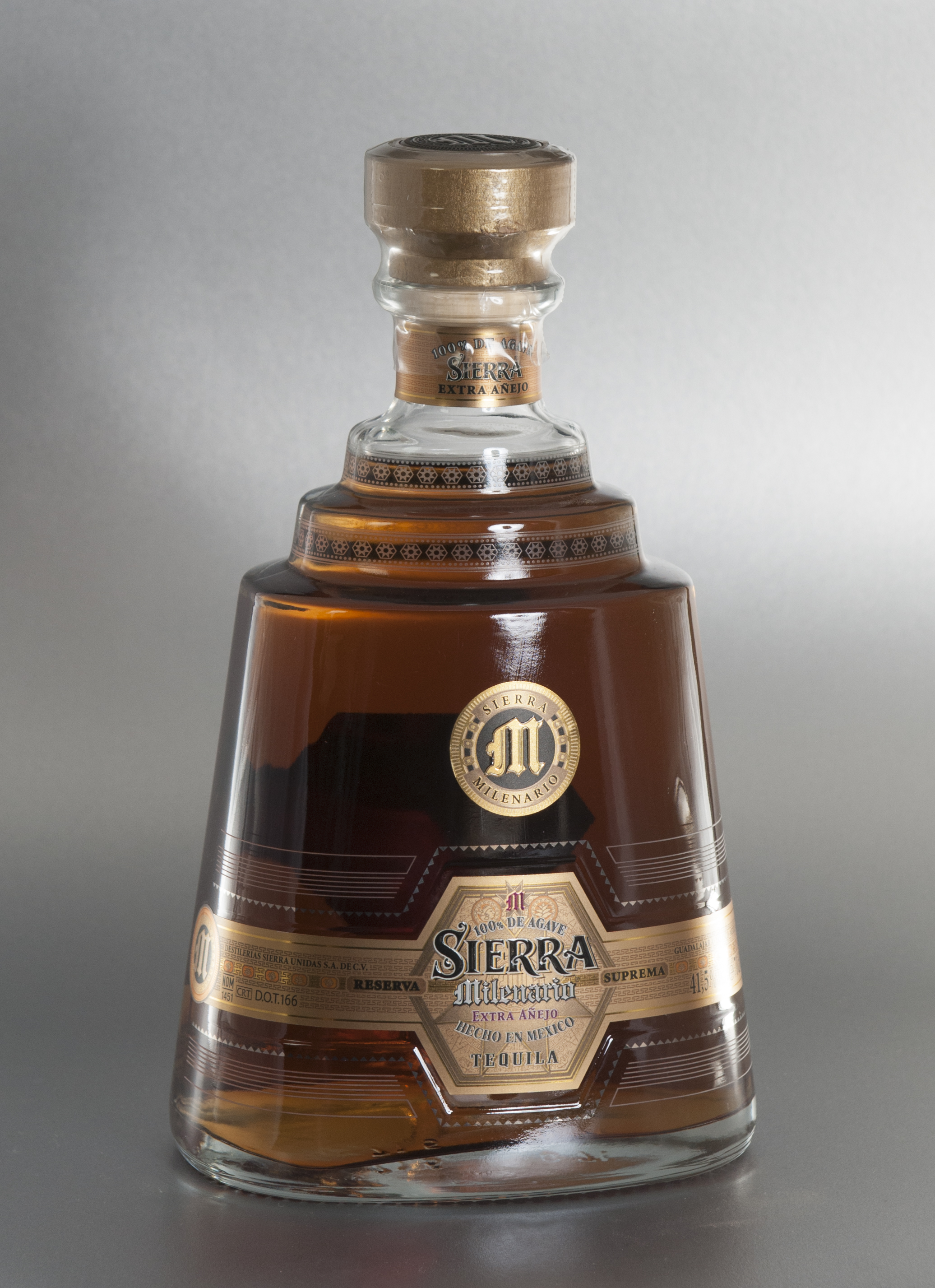
Tiu ĉi botelo estas plena

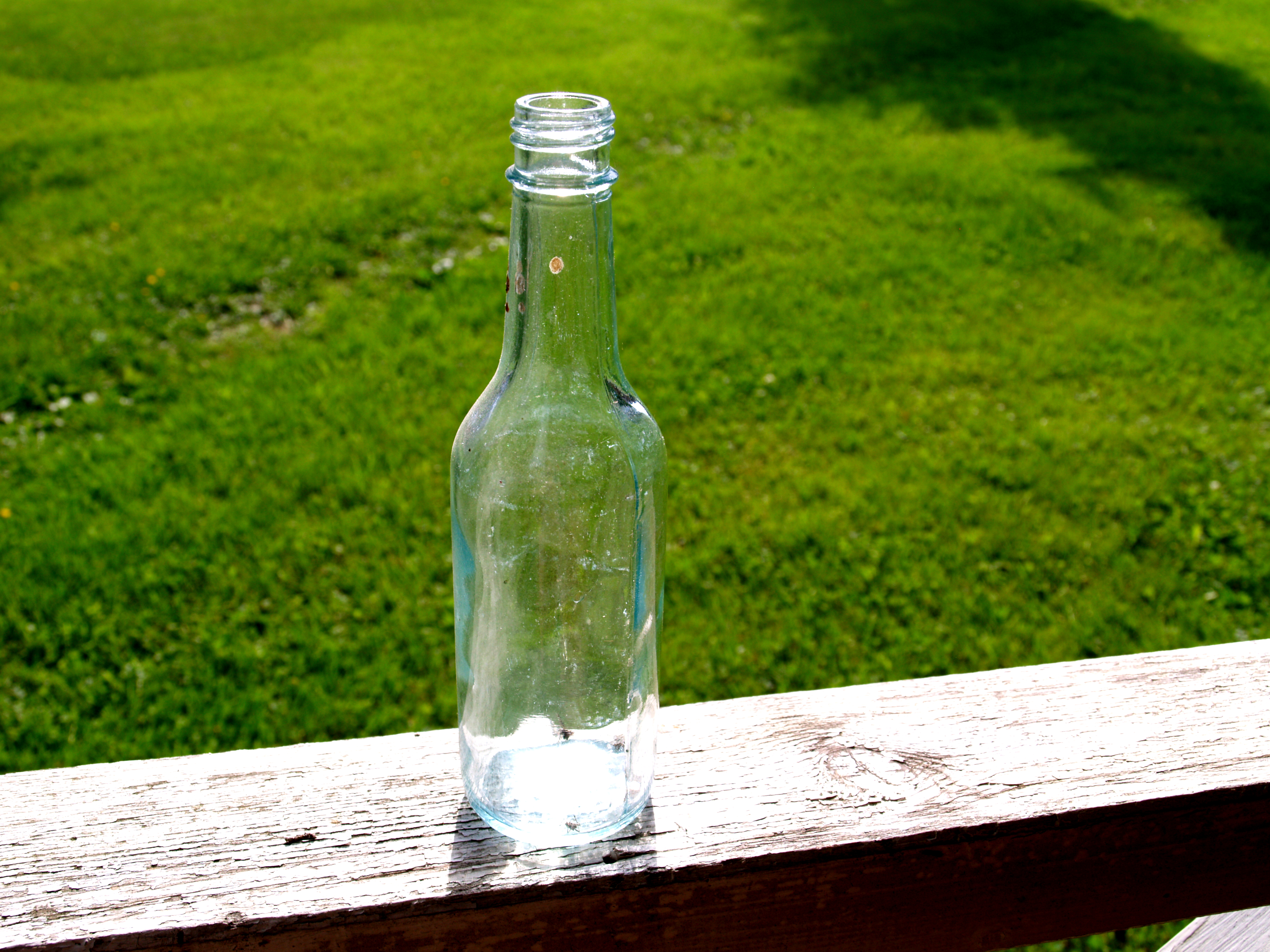
La botelo estas malplena

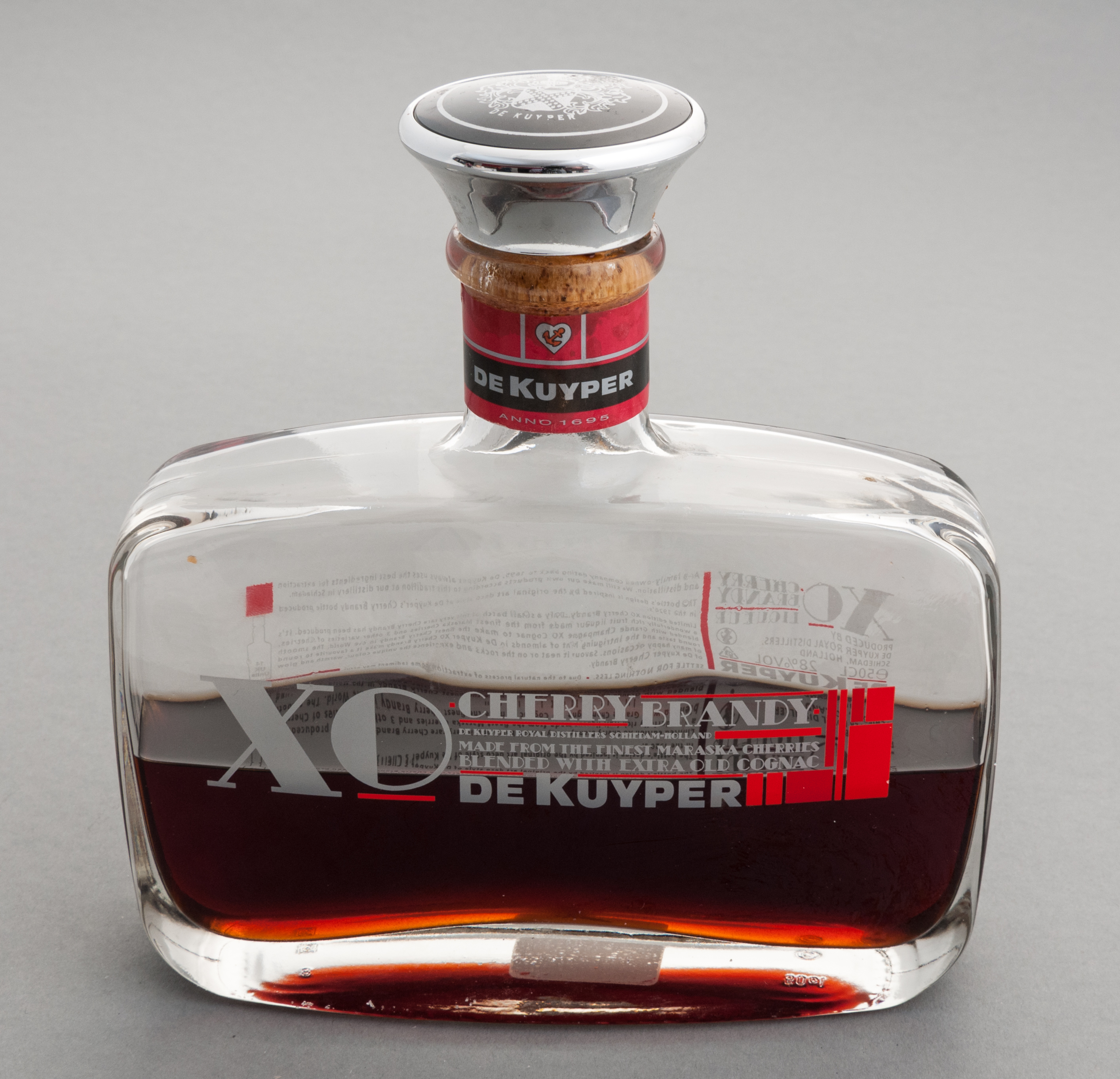
La botelo estas neplena

Przedrostek EK– oznacza początek, nagłość lub krótkotrwałość czynności: dormi – spać → ekdormi → zasnąć; krii – krzyczeć → ekkrii → wykrzyknąć. Czasem przyrostek ten może oznaczać długi początek, np. eklerni: Mi eklernis esperanton – zacząłem uczyć się esperanto.
Przedrostek FI– dodaje się w celu zaznaczenia, że mówiący odczuwa w stosunku do przedmiotu wyrażonego rdzeniem obrzydzenie moralne: homo – człowiek → fihomo – łajdak, kanalia (uwaga:nie należy mylić z przyrostkiem –AĈ–). Fia – podły, wstrętny.
Przedrostek GE– służy do tworzenia wyrazów oznaczających osobników obojga płci: knabo – chłopiec → geknaboj – chłopcy i dziewczynki, patro – ojciec → gepatroj – rodzice. Wyrazy z tym przedrostkiem w naturalny sposób występują w liczbie mnogiej.
Przedrostek MAL– służy do tworzenia przeciwieństw dla rzeczy wyrażonej rdzeniem: alta – wysoki → malalta – niski, juna – młody → maljuna – niemłody, stary, nova – nowy → malnova – nienowy, stary
Przedrostek MIS– oznacza: omyłkowo, błędnie, źle, niewłaściwie, w zły sposób: kompreni – rozumieć → miskompreni – źle zrozumieć, kalkuli – liczyć → miskalkuli – pomylić się w obliczeniach, błędnie policzyć. Mise – omyłkowo
Przedrostek RE– służy do zasygnalizowania powrotu, zmiany kierunku lub powtórzenia czynności: doni – dać → redoni – zwrócić, legi – czytać → relegi – przeczytać ponownie, veni – przyjść → reveni → wrócić

### Przyrostki
Przyrostek –AĈ– używa się, dla podkreślenia wstrętu, pogardy dla przedmiotu lub osoby określonej przez rdzeń: homo – człowiek → homaĉo – człowiek brzydki (ze względów estetycznych). Aĉa – wstrętny, paskudny
Przyrostek –AD– wskazuje na długość wykonywanej czynności: skribi → skribadi – pisywać, paroli → paroladi – mawiać
Przyrostek –AĴ– może oznaczać:
- przedmiot o cechach, które posiada rdzeń” dolĉa – słodki → dolĉaĵo – słodycz, coś słodkiego
- efekt czynności wyrażonej przez rdzeń: konstrui – budować → konstruaĵo – budowa
- produkt zrobiony z czegoś, co określa rdzeń: porko – wieprz → porkaĵo → wieprzowina

Przyrostek –AN– oznacza członka zbiorowości, mieszkańca miasta lub kraju, wyznawcę religii: islam → islamano – wyznawca islamu, klubo – klub → klubano – klubowicz, Varsovio → Varsoviano – warszawiak
Przyrostek –AR– oznacza zbiór, zespół, rzecz złożoną z przedmiotu opisanego przez rdzeń: arbo – drzewo → arbaro – las, junulo – młody człowiek → junularo – młodzież
Przyrostek –EBL– oznacza, że coś jest możliwe do wykonania: kompreni – rozumieć → komprenebla – zrozumiały. legi – czytać → legebla – możliwy do odczytania, czytelny; eble – możliwe
Przyrostek –EC– oznacza cechę, którą posiada rdzeń, a także oderwane pojęcie: bela – ładny → beleco – piękno, stulta – głupi → stulteco → głupota
Przyrostek –EG– służy do tworzenia wskazywania na duże rozmiary rzeczy określonej rdzeniem: bela → belega – bardzo duży, varma – ciepły → varmega – gorący; ega – wielki
Przyrostek –EJ– oznacza miejsce związane ze znaczeniem wyrazu, do którego jest przyłączany, lub gdzie odbywa się czynność określona przez rdzeń” lerni → lernejo – szkoła, teni trzymać → tenejo – schowek, labori → laborejo – miejsce pracy; ejo – pomieszczenie
Przyrostek –EM– oznacza skłonność, chęć, ochotę w zakresie określonym przez rdzeń: labori – pracować → laborema – pracowity, ŝpari – oszczędzać – ŝparema – oszczędny; emo – skłonność
Przyrostek –ER– oznacza małą cząstkę rzeczy wyrażonej przez rdzeń: sablo – piasek → sablero – ziarenko piasku, neĝo– śnieg → neĝero – płatek śniegu, śnieżynka. Ero – cząstka, element.
Przyrostek –ET– służy do tworzenia zdrobnień bądź też wskazywania na niewielkie rozmiary rzeczy określonej rdzeniem: hundo -pies → hundeto – piesek (niewielkich rozmiarów), urbo – miasto → urbeto – miasteczko (niewielkie miasto). Wyraz z tym przyrostkiem może również określać stosunek emocjonalny do rzeczy określonej rdzeniem: mia kara patrineto – moja ukochana mamusia
Przyrostek –ID– oznacza potomka, młodego osobnika: hundo – pies → hundido – szczeniak piesek, reĝo – król → reĝido – królewicz

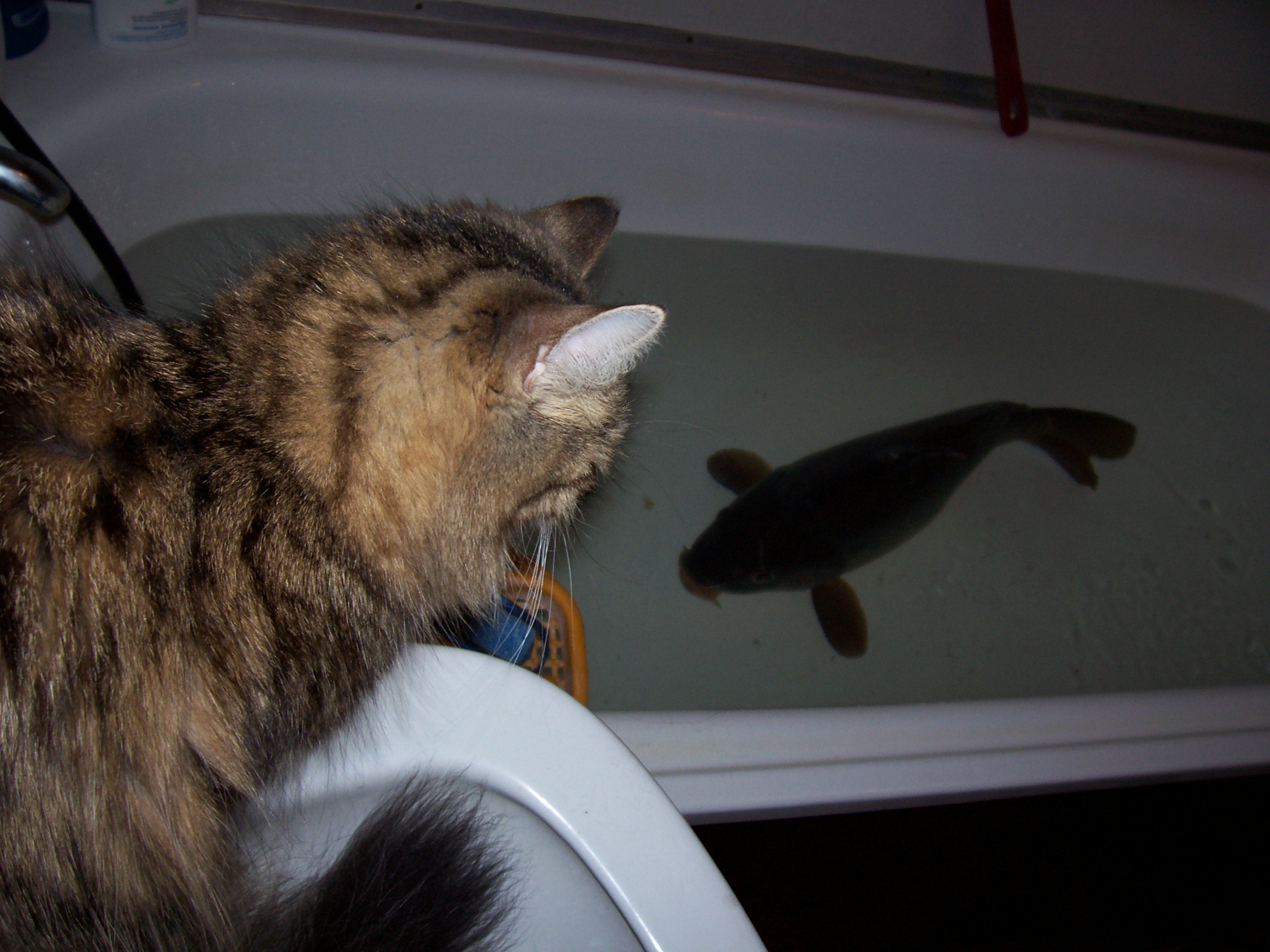
Fiŝo

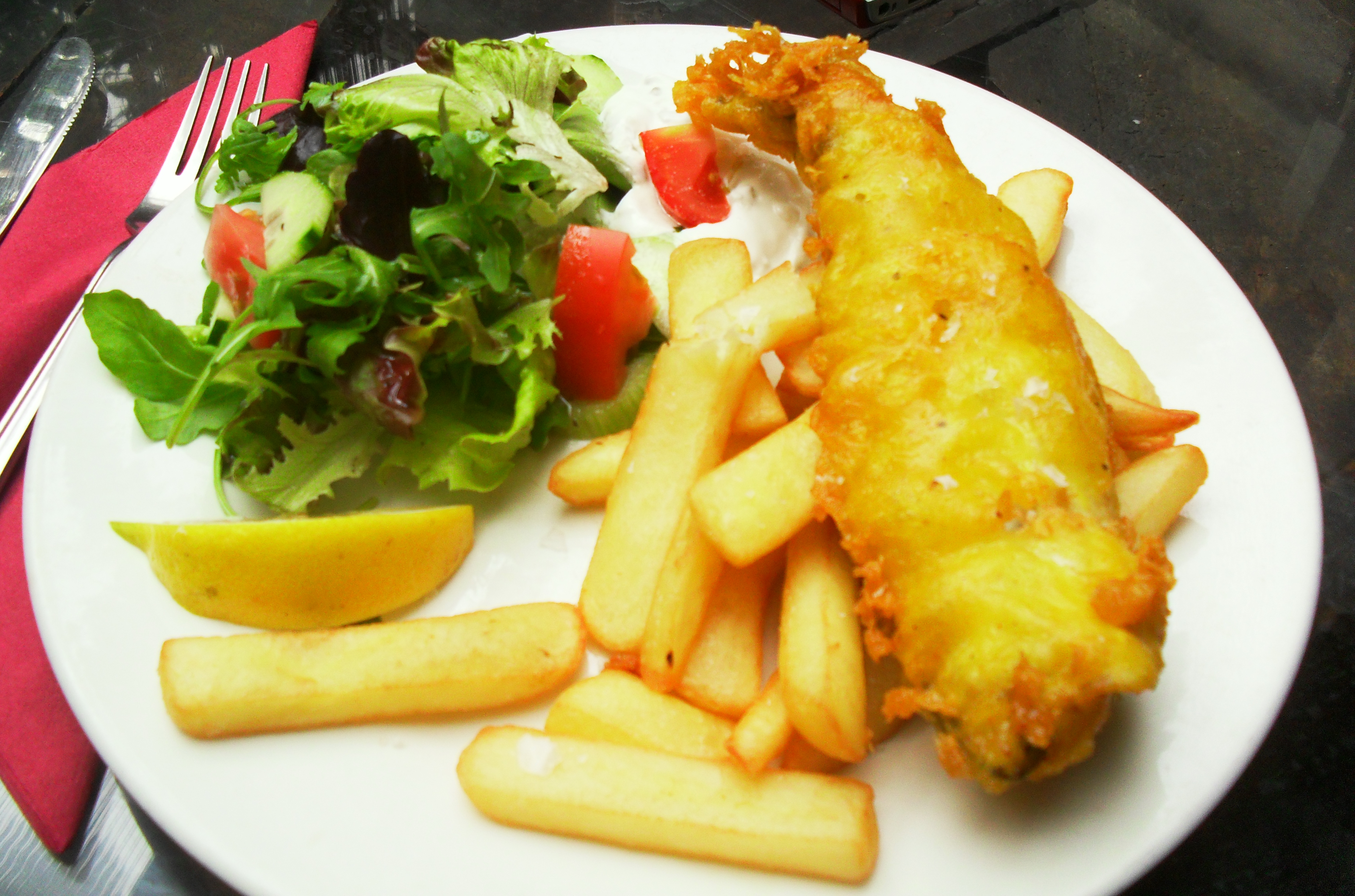
Fiŝaĵo

Przyrostek –IL– oznacza narzędzie, urządzenie, przyrząd wykonujący czynność związaną ze znaczeniem rdzenia: ŝlosi – zamykać na klucz → ŝlosilo – klucz, tranĉi – ciąć → tranĉilo – nóż; ilo – narzędzie
Przyrostek –IN– służy do tworzenia rodzaju żeńskiego rzeczowników i przymiotników: redaktoro – redaktor → redaktorino – redaktorka, patro – ojciec → patrino – matka
Przyrostek –IND– służy do podkreślenia wartości, wskazania, że wyraz wyrażony rdzeniem jest godzien, wart: miri – podziwiać → mirinda – godny podziwu, kredi – wierzyć → kredinda – wiarygodny
Przyrostek –ING– oznacza futerał, nasadkę, pochwę: fingro – palec → fingringo – naparstek, kandelo – świeca → kandelingo → świecznik
Przyrostek –IST– może oznaczać:
- osobę wykonującą jakiś konkretny zawód lub stałą czynność: labori – pracować → laboristo – robotnik, ŝteli – kraść → ŝtelisto – złodziej, dento – ząb → dentisto – dentysta
- zwolennika ideologii, idei lub prądu umysłowego: Esperanto – esperanto → esperantisto – esperantysta, sociala – społeczny → socialisto → socjalista

Przyrostek –LAND– służy do tworzenia niektórych nazw krajów: polo – Polak → Pollando – Polska
Przyrostek –UJ– może oznaczać:
- pojemnik lub naczynie do przechowywania rzeczy określonych przez rdzeń: mono – pieniądze → monujo – portfel, salo – sól → salujo – solniczka. Ujo – naczynie, pojemnik
- nazwę drzewa pochodzącą od nazwy owocu: pomo – jabłko → pomujo – jabłoń
- nazwę kraju utworzoną od nazwy narodowości: germano – Niemiec → Germanujo – Niemcy

Przyrostek –UL– oznacza osobę o cechach wskazanych przez rdzeń: freneza – szalony → frenezulo – wariat, juna – młody → junulo – młodzieniec, blonda – blond, o jasnych włosach → blondulo – blondyn; ulo – osoba
Przyrostek –UM– nie ma konkretnego przydziału i używany jest niejako rezerwowo: butiko – sklep → butikumi – robić zakupy, plena – pełny → plenumi – wypełnić